# Violator (album)
Violator is het 7e volledige album van Depeche Mode en werd uitgebracht door Mute Records op 19 maart 1990. Het album is vooral bekend om de hitnummers Personal Jesus (dat zes maanden voor de verschijning van het album uitkwam) en Enjoy the Silence.
Dit album wordt door vele liefhebbers gezien als het derde in het drieluik van beste albums van de band. In 2003 stond Violator op de 342ste plaats in de lijst van "500 beste albums aller tijden" van het muziekmagazine Rolling Stone. Tevens wordt het gezien, door zowel liefhebbers en critici als de band zelf, als het keerpunt op het gebied van productie en kwaliteit van de songs.
Op 3 april 2006 werd de cd opnieuw uitgebracht, samen met een dvd met nieuwe uitgave van de nummers, alsook enkele extra's.

## Tracklist
1. "World in My Eyes" – 4:26
2. "Sweetest Perfection" – 4:43
3. "Personal Jesus" – 4:56
4. "Halo" – 4:30
5. "Waiting for the Night" – 6:07
6. "Enjoy the Silence" – 6:12
7. "Policy of Truth" – 4:55
8. "Blue Dress" – 5:41
9. "Clean" – 5:28

## Uitgebrachte singles
1. "Personal Jesus" (29 augustus 1989)
2. "Enjoy the Silence" (05 februari 1990)
3. "Policy of Truth" (07 mei 1990)
4. "World in My Eyes" (17 september 1990)

## Trivia
- Het nummer Waiting for the Night was oorspronkelijk Waiting for the Night to Fall getiteld, maar tijdens het drukken van de cover van Violator viel de rest van de titel per ongeluk weg. Ex-bandlid Alan Wilder weerspreekt dit gegeven, maar de officiële website van de band bevestigt het.[1]